# Paul Ricœur
Paul Ricœur   (Valença, 27 de febrer de 1913 - Châtenay-Malabry, 20 de maig de 2005) va ser un filòsof i antropòleg francès conegut pel seu intent de combinar la descripció fenomenològica amb la interpretació hermenèutica. Va ser precursor del corrent interpretatiu de principis de la dècada del 1970. És el creador del concepte de filòsofs de la sospita per definir el pensament filosòfic de Karl Marx, Nietzsche i Freud. Al costat d'altres autors com Gadamer va promoure una tensió a la filosofia que fins avui dia encara és vigent. En el punt més baix de la seva popularitat i desencantat de la seva vida a França, el 1970 Ricœur es va traslladar a la Universitat de Chicago on romandria fins a l'any 1985. Gràcies a aquest canvi Ricœur es va familiaritzar amb la filosofia americana i les ciències socials, convertint-se en un dels pocs pensadors igualment còmodes amb el món intel·lectual de parla francesa, alemanya i anglesa.

## L'hermenèutica i la fenomenologia de la religió
Segons Ricœur, l'objecte de l'hermenèutica és recuperar i restaurar el significat El filòsof francès tria el model de la fenomenologia de la religió, en relació amb la psicoanàlisi, destacant que es va caracteritzar per una preocupació en objecte. Aquest objecte és el sagrat, que és vist en relació als profans. El sagrat és vist com una manifestació de poder espiritual pel fenomenòleg holandès de la religió, Gerardus van der Leeuw. El fenomenòleg romanès de la religió, Mircea Eliade, segueix l'exemple proposat per Ricœur, escrivint als tres reduccionistes: Karl Marx, que és reduccionista, ja que redueix la societat a l'economia, en particular, als mitjans de producció; Friedrich Nietzsche, que és reduccionista, ja que redueix l'home a un concepte arbitrari de superhome, i Sigmund Freud, que és reduccionista perquè redueix l'ésser humà a l'instint sexual. Ricœur els anomena «els tres grans destructors», «els mestres de la sospita».